# Mersa Matrúh
Mersa Matrúh (arabsky مرسى مطروح) je město ‎a přístav v guvernorátu Matrúh v Egyptě. Nachází se 240 km od Alexandrie a 222 km východně od Sallumu na hlavní silnici z delty Nilu k libyjským hranicím. Do města se dá dostat také z jihu po dálnici vedoucí přes Západní poušť směrem k oáze Síwa a Baharíja.
Ve starověkém Egyptě a za vlády Alexandra Velikého bylo město známé jako Amunie. V Ptolemaiovském království a později v Byzantské říši bylo známé pod názvem Paraitónion (Koiné Παραιτόνιον). V době Římské říše se mu říkalo latinsky Paraetonium. Během druhé světové války se zde nacházela britská vojenská základna, v blízkosti které se odehrálo několik bitev, když se pokoušel sbor Afrikakorps dobýt přístav. Během bitvy u Mersa Matrúh padl do rukou Němců, ovšem po druhé bitvě u El Alameinu byl opět dobyt.
Ve městě se nachází mezinárodní letiště Mersa Matrúh. Nachází se zde záliv, ve kterém tvoří skaliska přírodní vlnolam s malým otvorem, který slouží pro malá plavidla.

## Vlaková nehoda u Mersa Matrúh
Dne 16. července 2008 zahynulo při vlakové nehodě 40 lidí a více než 80 jich bylo zraněno. Vlak přejel autobus plný cestujících, mikrobus a dvě osobní auta. Vlak měl porouchané brzdy, o čemž strojvedoucí neinformoval. Vlak jel maximální povolenou rychlostí a při vjezdu na přejezd nedal povinnou zvukovou výstrahu.

## Podnebí
V Mersa Matrúh panuje suché podnebí (podle Köppenovy klasifikace podnebí BWh), ovšem vítr vanoucí od Středozemního moře výrazně zmírňuje teplotu. V zimě často sněží a padají kroupy.
V Mersa Matrúh a Port Said panují nejchladnější letní dny ze všech egyptských měst. Kromě toho jsou také Alexandrie, Abúkir, Rosetta a Mersa Matrúh nejvlhčími městy v Egyptě.

| Mersa Matrúh – podnebí                    | Mersa Matrúh – podnebí | Mersa Matrúh – podnebí | Mersa Matrúh – podnebí | Mersa Matrúh – podnebí | Mersa Matrúh – podnebí | Mersa Matrúh – podnebí | Mersa Matrúh – podnebí | Mersa Matrúh – podnebí | Mersa Matrúh – podnebí | Mersa Matrúh – podnebí | Mersa Matrúh – podnebí | Mersa Matrúh – podnebí | Mersa Matrúh – podnebí |
| Období                                    | leden                  | únor                   | březen                 | duben                  | květen                 | červen                 | červenec               | srpen                  | září                   | říjen                  | listopad               | prosinec               | rok                    |
| ----------------------------------------- | ---------------------- | ---------------------- | ---------------------- | ---------------------- | ---------------------- | ---------------------- | ---------------------- | ---------------------- | ---------------------- | ---------------------- | ---------------------- | ---------------------- | ---------------------- |
| Nejvyšší teplota [°C]                     | 31                     | 34                     | 40                     | 42,2                   | 42,4                   | 46,2                   | 44,2                   | 40,2                   | 43,8                   | 39,3                   | 34,4                   | 29,2                   | 46,2                   |
| Průměrné denní maximum [°C]               | 17,7                   | 18,5                   | 19,6                   | 22,9                   | 25,3                   | 28,1                   | 28,6                   | 29,5                   | 28,5                   | 26,5                   | 22,8                   | 19,3                   | 23,9                   |
| Průměrná teplota [°C]                     | 12,9                   | 13,5                   | 15,1                   | 17,6                   | 20,2                   | 23,4                   | 25                     | 25,5                   | 24,3                   | 21,6                   | 17,9                   | 14,4                   | 19,3                   |
| Průměrné denní minimum [°C]               | 8,7                    | 8,9                    | 10,4                   | 12,5                   | 15,1                   | 18,6                   | 20,7                   | 21,2                   | 19,9                   | 17,2                   | 13,5                   | 10,4                   | 14,8                   |
| Nejnižší teplota [°C]                     | 1                      | 2,5                    | 1                      | 1,8                    | 7,2                    | 9,8                    | 11,6                   | 16,1                   | 10                     | 4,8                    | 6                      | 0                      | 0                      |
| Průměrné srážky [mm]                      | 36                     | 19                     | 11                     | 3                      | 2                      | 2                      | 0                      | 1                      | 1                      | 19                     | 18                     | 29                     | 141                    |
| Zdroj: Národní úřad pro oceán a atmosféru |                        |                        |                        |                        |                        |                        |                        |                        |                        |                        |                        |                        |                        |